# Les Onze Fioretti de François d'Assise
Pour plus de détails, voir Fiche technique et Distribution.
Les Onze Fioretti de François d'Assise (titre original : Francesco, giullare di Dio) est un film italien réalisé par Roberto Rossellini, sorti en 1950. Véritable hymne à l'amour de son prochain, il rencontre cependant un succès limité à sa sortie. Rossellini pensera par la suite que le public n'a pas compris le film dans son ensemble.

## Synopsis
Le film met en lumière la vie fraternelle et communautaire des compagnons de saint François d'Assise.

## Fiche technique
- Titre : Les Onze Fioretti de François d'Assise
- Titre original : Francesco, giullare di Dio
- Réalisation : Roberto Rossellini
- Scénario : Federico Fellini, Père Antonio Lisandrini, Père Félix Morlión, Brunello Rondi et Roberto Rossellini
- Photographie : Otello Martelli
- Montage : Jolanda Benvenuti (it)
- Musique : Renzo Rossellini
- Producteur : Angelo Rizzoli
- Pays de production :  Italie
- Format : Noir et blanc — 35 mm — 1,37:1 — Son : Mono
- Genre : Film dramatique, Film biographique
- Durée : 75 minutes (1 h 15)
- Dates de sortie :
  - Italie : 14 décembre 1950
  - France : 6 mars 1951

## Distribution
- Gianfranco Bellini (it) : Narrateur (voix)
- Aldo Fabrizi : Nicolaio, le tyran de Viterbo
- Pino Locchi (it) : Saint François (voix)
- Peparuolo : Giovanni le simple
- Frère Severino Pisacane : Frère Ginepro
- Roberto Sorrentino
- Frère Nazario Gerardi : Saint François
- Arabella Lemaitre : Sainte Claire

## Autour du film
- Les Fioretti (« petites fleurs ») sont un recueil anonyme du XIVe siècle contant sur un ton naïf et humoristique les miracles et petites histoires (53) qui seraient advenus autour de saint François d'Assise et de ses premiers disciples. Dans un climat tour-à-tour poétique, burlesque et féérique, les Fioretti ont le charme des fables. Elles sont aussi des leçons de sagesse. Les épisodes les plus célèbres sont notamment la conversion d'un loup qui terrorisa la population de la ville de Gubbio, la prêche aux oiseaux de Saint François ou la prêche aux poissons de Saint Antoine.
- Le film, quant à lui, s'inspire aussi d'un recueil d'anecdotes relatives à la vie du frère Ginepro, l'un des disciples de François d'Assise.
- François et ses disciples sont joués par de véritables moines franciscains[1].